# Sarah Felberbaum
Sarah Frances Rose Felberbaum est une actrice, mannequin, et animatrice de télévision italienne née le 20 mars 1980 à Londres.
Elle est en couple avec le footballeur Daniele De Rossi avec qui elle a eu deux enfants.

## Filmographie

### Cinéma
- 2007 : Cardiofitness de Fabio Tagliavia
- 2010 : Due vite per caso d'Alessandro Aronadio
- 2010 : Ti presento un amico de Carlo Vanzina
- 2010 : Garçons contre filles de Fausto Brizzi
- 2010 : Femmine contro maschi de Fausto Brizzi
- 2011 : L'Empire des Rastelli d'Andrea Molaioli
- 2012 : Viva l'Italia de Massimiliano Bruno
- 2013 : Il principe abusivo d'Alessandro Siani
- 2013 : Una piccola impresa meridionale de Rocco Papaleo
- 2015 : Poli opposti de Max Croci
- 2018 : Tu mi nascondi qualcosa de Giuseppe Loconsole
- 2018 : Nessuno come noi de Volfango De Biasi
- 2018 : Uno di famiglia d'Alessio Maria Federici
- 2019 : Bentornato Presidente de Giancarlo Fontana et Giuseppe Stasi
- 2019 : Non sono un assassino de Andrea Zaccariello (it)

### Télévision
- 2000-2001 : Top of the Pops – émission TV (Rai 2)
- 2001 : Concerto del Primo Maggio – émission TV (Rai 3)
- 2001 : Via Zanardi, 33, de Antonello De Leo – film TV
- 2002 : Unomattina Estate – émission TV (Rai 1)
- 2003-2004 : Sky Cine News – émission TV (Sky Cinema)
- 2004 : Hollywood Boulevard – émission TV (Sky Cinema)
- 2005-2010 : Caterina e le sue figlie – série TV, 9 épisodes
- 2007 : La figlia di Elisa - Ritorno a Rivombrosa – série TV, 8 épisodes
- 2007 : Caravaggio – série TV
- 2008 : Giorni da Leone 2, de Francesco Barilli – film TV
- 2009 : Mal'aria, de Paolo Bianchini – film TV
- 2010 : Caldo criminale, de Eros Puglielli – film TV
- 2012-2015 : Montalbano, les premières enquêtes – série TV, 5 épisodes
- 2012-2015 : Una grande famiglia – série TV, 21 épisodes
- 2016 : Les Médicis : Maîtres de Florence (Medici: Masters of Florence) – série TV, 4 épisodes
- 2016 : Stasera casa Mika – série TV (Rai 2)

### Court-métrage
- 2012 : La stagione dell'amore, d'Antonio Silvestre

### Clips vidéo
- 1999 : Come voglio de Zero Assoluto
- 2002 : Magari meno de Zero Assoluto
- 2005 : Contromano de Nek
- 2008 : Il mio pensiero de Ligabue
- 2019 : L'ultimo ostacolo de Paola Turci